# 费巩

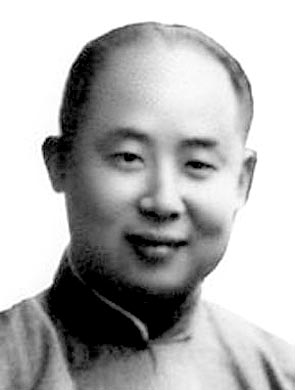

费巩（1905年9月—1945年3月），原名费福熊，字寒铁，后字香曾，江苏省吴江县人，浙江大学教授，主讲政治经济学和西洋史。因参与民主宪政运动，在渣滓洞遇害。

## 生平
费巩父亲費樹蔚因反对袁世凯称帝而名动一时。柳亚子是其表兄。妻袁慧泉（又名袁家第）系袁世凯子袁克定之女。
1917年费巩前往上海入读南洋模范小学，后进入复旦中学。1926年6月，毕业于复旦大学政治学系。1928年出国深造，先在法国，旋即转入英国牛津大学攻读政治经济学。1931年回国，曾任《北平日报》社评委员。“九一八”后改名费巩。1932年，费巩任教于复旦大学。 1933年秋，应聘浙江大学，兼任注册课主任。期间，支持学生發表言论的“生活壁报”。1940年8月，以非国民党员身份任训导长，积极改善学生生活条件，开自由风气，支持学生爱国民主行为，曾经保护胡乔木等，受广大教师和学生的爱戴。1941年1月去职。
1940年代，费巩因多次发表文章和演讲批评政府，为国民党当局所不容并受到监视。1945年，他到国民政府各部会收集有关官员贪腐的材料。1945年初，费巩参与署名郭沫若起草的《陪都文化界对时局进言》。1945年3月5日凌晨，费巩请假一年前往复旦大学讲学。在重庆千厮门码头被军统特务绑架，先押于重庆警备司令部，后转至渣滓洞看守所。期间遇害，并被投入鏹水池里毁尸灭迹。散木認為兇手是誰還是懸案，較有可能是中统。
费巩失踪后，引起了重庆社会各界的震动，但外界不知道他已经遇害。1946年1月，中共代表提出的和平谈判八项要求中的第七项包括“立即释放叶挺、廖承志、张学良、杨虎城、费巩”。但国民党当局对此未进行交代。一直到中华人民共和国成立后，1951年柳亚子在所作的《费韦斋集》序文中还写有“香曾复以在重庆签名民主运动，为蒋逆党羽所劫持，存亡未卜”。直到后来经过调查，才发现费巩遭秘密绑架后，不久便已在渣滓洞遭到秘密杀害。

## 著述
- 1931年,《英国文官考试制度》，提出“公僕(public servant)”主张
- 1932年，《英国政治组织》
- 1933年，《比较宪法》
- 1980年，4卷本《费巩烈士纪念文集》

## 傳記
- 《費鞏傳─一個愛國民主教授的生與死》，三聯書店，1981年

## 纪念
1978年9月5日，上海市革命委员会追认费巩为革命烈士。1980年3月16日，上海龙华烈士陵园举行了怀念会暨费巩衣冠盒安放仪式。1997年浙江大学建校100周年时，该校在校园内建了“费巩亭”。 2001年11月1日，费巩的子女将其全部遗物捐给上海龙华烈士陵园纪念馆，其中费巩全套日记共16本被定为国家一级文物。2005年费巩诞辰100周年之际，浙江大学为其举行了纪念仪式、《费巩文集》首发式、费巩铜像落成典礼。